# Microgastrura sensiliata
Microgastrura sensiliata är en urinsektsart som beskrevs av Rafael Jordana 1981. Microgastrura sensiliata ingår i släktet Microgastrura och familjen Hypogastruridae. Inga underarter finns listade i Catalogue of Life.